# Mo Williams
Maurice „Mo“ Williams (* 19. Dezember 1982 in Jackson, Mississippi) ist ein ehemaliger US-amerikanischer Basketballspieler, der von 2003 bis 2017 in der NBA aktiv war. Williams wurde in seiner NBA-Laufbahn einmal NBA All-Star und gewann 2016 mit den Cleveland Cavaliers die NBA-Meisterschaft.

## NBA-Karriere

### Utah Jazz (2003–2004)
Maurice Williams wurde von den Utah Jazz an 47. Stelle des NBA-Drafts 2003 gewählt. Nach einer durchwachsenen Debütsaison unterschrieb er als Free Agent bei den Milwaukee Bucks.

### Milwaukee Bucks (2004–2008)
Er ersetzte T.J. Ford, der ein Jahr später für Charlie Villanueva zu den Toronto Raptors getradet wurde, als dieser sich verletzt hatte. Am 20. Dezember 2006 erzielte er ein Triple-Double gegen die Miami Heat mit 19 Punkten, 11 Rebounds und 10 Assists. 2008 wurde er dann in einem 3-Team-Trade (mit Oklahoma City Thunder, Cleveland Cavaliers und Milwaukee Bucks) nach Cleveland geschickt.

### Cleveland Cavaliers (2008–2011)
Da seine bisherige Trikotnummer 25 bei den Cavaliers zu Ehren von Mark Price nicht mehr vergeben wurde, wechselte Williams zur Trikotnummer 2. Am 10. Februar 2009 wurde er für das NBA All-Star Game nominiert und einen Tag später erzielte er seine Karrierebestleistung von 44 Punkten in einem Spiel gegen die Phoenix Suns. In dieser Saison konnten die Cavaliers 66 Siege verbuchen und hatten damit die beste Siegesquote in der NBA.

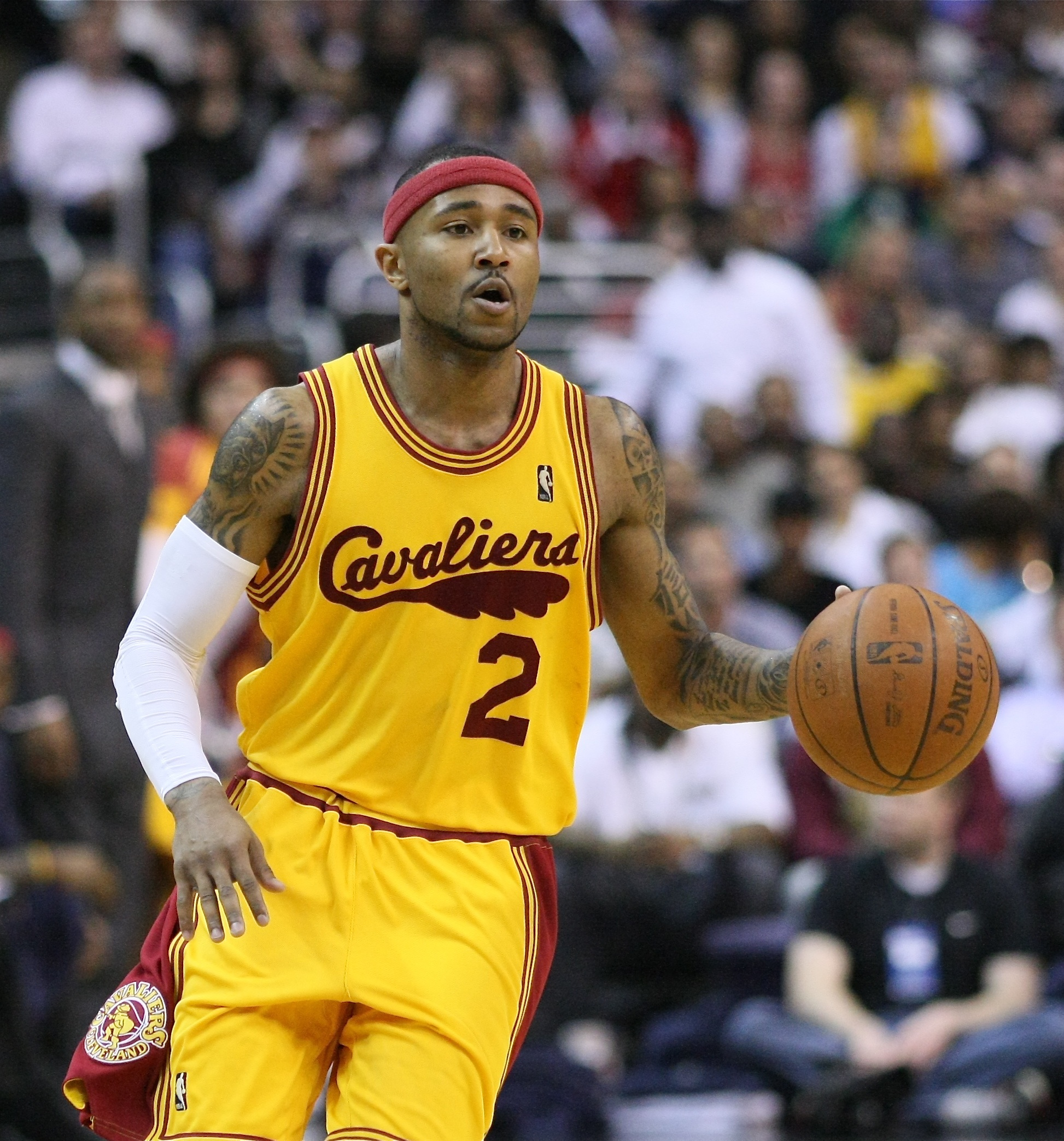
Williams im Trikot der Cavs (April 2009)

Nachdem LeBron James die Cavaliers verlassen hatte, wurde Williams einer der Führungsspieler der Mannschaft.

### Los Angeles Clippers (2011–2012)
Am 24. Februar 2011 wurde Williams im Austausch für Baron Davis an die Los Angeles Clippers transferiert. Bei den Clippers startete er die restlichen Spiele. Mit den Verpflichtungen von Chris Paul und Chauncey Billups zur Saison 2011/12 verlor Williams seinen Platz als Starter und kam fortan von der Bank als sogenannter Sixth Man. Bei der Wahl zum NBA Sixth Man of the Year Award landete er auf dem achten Platz.

### Utah Jazz (2012–2013)
Am 29. Juni wurde Williams im Zuge eines Trades zwischen den Clippers, Jazz, Rockets und den Mavs nach Utah transferiert. Für die Jazz lief Williams als Starter auf der Point-Guard-Position auf. Jedoch lief er aufgrund von Verletzungen nur in 46 Spielen für die Jazz auf. Nach Ablauf seines Vertrages im Sommer 2013 erhielt Williams keinen neuen Vertrag bei den Jazz angeboten.

### Portland Trail Blazers (2013–2014)
Am 8. August 2013 unterzeichnete Williams einen Vertrag bei den Portland Trail Blazers für die Spielzeit 2013/2014. Für die Blazers erzielte er 9,7 Punkte im Schnitt und erreichte mit diesen die zweite Playoffsrunde, wo man dem späteren Meister San Antonio Spurs unterlag.

### Minnesota Timberwolves (2014–2015)
Zum Saisonende verließ Williams die Blazers und unterschrieb bei den Minnesota Timberwolves. Am 13. Januar 2014 stellte Williams, mit 52 Punkten gegen die Indiana Pacers, erneut einen Karrierekord auf. Er brach damit auch den Teamrekord von Corey Brewer und Kevin Love, um einen Punkt.

### Charlotte Hornets (2015)
Anfang Februar 2015 wurde Williams von den Timberwolves via Trade zu den Charlotte Hornets transferiert. Im Gegenzug wechselte Guard Gary Neal nach Minnesota.

### Rückkehr nach Cleveland und Karriereende (2015–2017)
Am 10. Juli 2015 unterschrieb Mo Williams einen neuen Vertrag bei den Cavs und kehrte nach 4 Jahren nach Cleveland zurück. Mit diesen gewann Williams 2016 die NBA-Meisterschaft. Nach dem Titelgewinn plante er seine aktive Karriere.
Jedoch verblieb er nur für ein weiteres Jahr bei den Cavaliers. Aufgrund einer Knieverletzung nahm er jedoch nicht an den Vorbereitungen zur NBA-Saison 2016–17 teil. Nur wenige Monate später wurde er gemeinsam mit Mike Dunleavy, Jr. und einem künftigen Erstrundenpick, zu den Atlanta Hawks für Kyle Korver transferiert.
Kurze Zeit später jedoch wurde Williams von den Hawks entlassen, ohne ein Spiel für diese gemacht zu haben. Die Cavs waren Williams letzte Station als Profibasketballer.

## Erfolge
- 2016: NBA Champion
- 2009: NBA All-Star

## Belege
1. ↑  nba.com: Karrierestatistiken (Memento des Originals vom 14. Juli 2014 im Internet Archive)  Info: Der Archivlink wurde automatisch eingesetzt und noch nicht geprüft. Bitte prüfe Original- und Archivlink gemäß Anleitung und entferne dann diesen Hinweis.
2. ↑  LeBron is gone, Mo is the Man
3. ↑  Sebastian Eickhoff: Baron Davis für Mo Williams getradet. (Memento vom 19. Oktober 2011 im Internet Archive) Archiviert am 19. November 2011 von Crossover—Website; Wien, 24. Februar 2011. Abgerufen am 1. Februar 2019.
4. ↑  espn.com: Clips, Cavs agree to trade
5. ↑  Thunder's James Harden wins Kia Sixth Man Award (Memento des Originals vom 10. Mai 2012 auf WebCite)  Info: Der Archivlink wurde automatisch eingesetzt und noch nicht geprüft. Bitte prüfe Original- und Archivlink gemäß Anleitung und entferne dann diesen Hinweis.
6. ↑  Odom goes to Clips, Williams to Jazz (Memento des Originals vom 1. März 2014 im Internet Archive)  Info: Der Archivlink wurde automatisch eingesetzt und noch nicht geprüft. Bitte prüfe Original- und Archivlink gemäß Anleitung und entferne dann diesen Hinweis., abgerufen am 30. Juni 2012
7. ↑  Timberwolves Sign Guard Mo Williams
8. ↑  Ein Franchise-Rekord aus dem Nichts
9. ↑  Mo Williams changed his mind again and is retiring from the Cavaliers
10. ↑  Hawks Acquire First Round Pick, Dunleavy & Williams From Cavs For Kyle Korver

| Personendaten    | Personendaten                       |
| ---------------- | ----------------------------------- |
| NAME             | Williams, Mo                        |
| ALTERNATIVNAMEN  | Williams, Maurice                   |
| KURZBESCHREIBUNG | US-amerikanischer Basketballspieler |
| GEBURTSDATUM     | 19. Dezember 1982                   |
| GEBURTSORT       | Jackson, Mississippi                |